# Квалиано
Квалиано (итал. и неап. Qualiano) — город в Италии, располагается в регионе Кампания, в провинции Неаполь.
Население составляет 25 452 человека (на 2004 г.), плотность населения составляет 3505 чел./км². Занимает площадь 7 км². Почтовый индекс — 80019. Телефонный код — 081.
Покровителем населённого пункта считается святой Стефан Первомученик. Праздник ежегодно празднуется 26 декабря.